# Городское поселение «Посёлок Разумное»
Городско́е поселе́ние посёлок Разу́мное — муниципальное образование в Белгородском районе Белгородской области Российской Федерации. На уровне административно-территориального устройства — муниципальный округ «Посёлок Разумное».
Административный центр — пгт Разумное.

## История
Статус и границы городского поселения установлены 20 декабря 2004 года.
29 ноября 2019 года в состав поселения и соответствующего муниципального округа было включено Крутологское сельское поселение.

## Население
| 2009    | 2010    | 2011    | 2012    | 2013    | 2014    | 2015    | 2016    | 2017    |
| ------- | ------- | ------- | ------- | ------- | ------- | ------- | ------- | ------- |
| 16 455  | ↗16 600 | ↗16 655 | ↗17 056 | ↗17 677 | ↗18 106 | ↗18 168 | ↗18 494 | ↗18 849 |
| 2018    | 2019    | 2020    | 2021    |         |         |         |         |         |
| ↗19 333 | ↗20 172 | ↗21 284 | ↗28 875 |         |         |         |         |         |

## Состав городского поселения
| № | Населённый пункт | Тип населённого пункта      | Население |
| - | ---------------- | --------------------------- | --------- |
| 1 | Нижний Ольшанец  | село                        | ↗250      |
| 2 | Разумное         | пгт, административный центр | ↗28 192   |
| 3 | Топлинка         | село                        | ↗1        |